# 多姆赞-贝罗特
多姆赞-贝罗特（法語：Domezain-Berraute，法語發音：[dɔm(ə)zɛ̃ beʁot]）是法国大西洋比利牛斯省的一个市镇，属于巴约讷区。该市镇于1842年由原市镇多姆赞（Domezain）和贝罗特（Berraute）合并而成。

## 地理
多姆赞-贝罗特（43°19'37"N, 0°57'55"W）面积21.56 平方千米，位于法国新阿基坦大区大西洋比利牛斯省，该省份为法国东南部省份，涵盖了贝阿恩与北巴斯克，西临大西洋比斯開灣，北至朗德省，东北接热尔省，东临上比利牛斯省，南与西班牙接壤。
与多姆赞-贝罗特接壤的市镇（或旧市镇、城区）包括：阿尔贝拉茨-锡莱格、阿尔布埃特-叙索特、阿鲁-伊托罗茨-奥拉伊比、贝阿斯克-拉皮斯特、埃查里、拉里巴尔-索拉皮吕、洛伊灿-奥耶尔克、奥瑟兰里瓦雷特、圣格拉迪-阿里沃-米南。
多姆赞-贝罗特的时区为UTC+01:00、UTC+02:00（夏令时）。

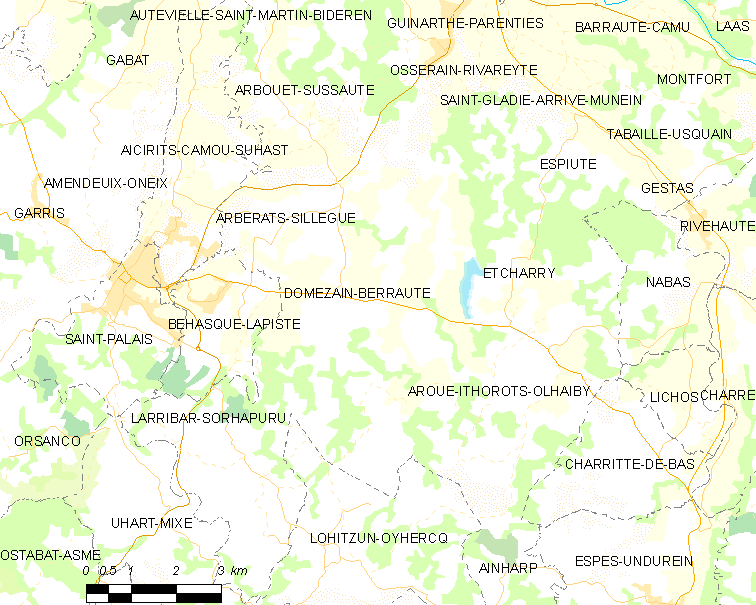
多姆赞-贝罗特的OSM定位图

## 行政
多姆赞-贝罗特的邮政编码为64120，INSEE市镇编码为64202。

## 政治
多姆赞-贝罗特所属的省级选区为比达什地区-阿米库塞-奥斯蒂巴尔县。

## 人口

1962-2008年间多姆赞-贝罗特人口变化图示

多姆赞-贝罗特于2022年1月1日时的人口数量为468人。